# Volker Diergardt
Volker Diergardt (* 26. April 1958) ist ein ehemaliger deutscher Fußballtorhüter.

## Laufbahn
Diergardt begann seine Bundesliga-Karriere bei Fortuna Düsseldorf, für die er jedoch nur ein Spiel bestritt. Nach einem Wechsel zu Arminia Bielefeld löste er ab dem 16. Spieltag für den Rest der Saison 1982/83 Olli Isoaho als Stammtorwart ab. Von 1983 bis 1988 spielte er als Torhüter bei Union Solingen in der 2. Bundesliga und bestritt dort den Großteil seiner Spiele. Innerhalb der Liga wechselte er zur Saison 1988/89 zu Rot-Weiss Essen. Anschließend stand er beim 1. FC Köln unter Vertrag, für den er jedoch kein Spiel in der Bundesliga mehr bestritt. Zur Saison 1991/92 schloss er sich dem Oberligisten Wuppertaler SV an.
Beim ASV Wuppertal spielte Diergardt, als er 1979 zu seinem einzigen Einsatz in der deutschen Amateurnationalmannschaft kam; beim 4:0-Sieg in Cádiz gegen Spaniens Juniorenauswahl wurde er für Stammtorwart Valentin Herr eingewechselt.
Nach einer Managertätigkeit beim Oberligisten VfL Gevelsberg kam er als Trainer Mitte der 1990er Jahre noch einmal kurzzeitig zu Union Solingen. Seit 1996 ist er geschäftlich mit Marcus Korsten in der gemeinsamen Firma DK Sportler beraten Sportler weltweit tätig.
Volker Diergardt wurde in Solingen zum Sportler des Jahres 1984 und 1985 gewählt.